# گولاندکووو
گولاندکووو (به لاتین: Golądkowo) یک روستا در لهستان است که در گمینا ویننگتسا واقع شده‌است. گولاندکووو ۲۶۰ نفر جمعیت دارد.